# رولز-رویس سوار
رولز-رویس سوار (به انگلیسی: Rolls-Royce Soar) یک موتور هواگرد ساختِ کارخانهٔ رولز-رویس لیمیتد در کشور بریتانیا است.